# Tropska savanska klima
Savanska klima je tropska klima koju karakterizira neujednačen godišnji hod padalina te veća godišnja amplituda temperature nego u prašumskoj klimi. Ljeta su kišovita (pod utjecajem vlažnih ekvatorskih zračnih masa), a zime su suhe (utjecaj suhih pasata). Ova klima čini prijelaz prema suhim klimama.  Savanska klima nalazi se od 10°-12° tj. od prostora prašumske klime do 23.5° sjeverne i južne geografske širine. Vegetacija je oskudnija te prašumu zamjenjuje zajednica visokih trava (do 2 m) – savana.  Danas savane dijelom postaju oranice i plantaže duhana, kave, kikirikija i sl.
Dijelovi Zemlje s takvom klimom su:
- U Južnoj Americi – centralni Brazil, Bolivija, Paragvaj, Venezuela, Kolumbija, Ekvador, pacifička obala Srednje Amerike, Kuba i Haiti.
- U Africi – područja zapadne, istočne i srednje Afrike, te manja područja na Madagaskaru.
- U Aziji – manja područja na Indijskom poluotoku i u Indokini.

Također ovaj tip klime ima južna Florida i sjever Australije.